# Marijan Krišelj
Marijan Krišelj, slovenski novinar, publicist, urednik * 15. avgust 1931, Visoko pri Šenčurju, † 4. januar 2005, Srednja Bela pri Preddvoru.

## Življenje in delo
V Ljubljani je leta 1960 diplomiral na Filozofski fakulteti slavistiko. Zaposlil se je na Radiu Ljubljana kjer je delal 40 let (1955-1995). Bil je urednik drugega in tretjega programa. Na Fakulteti za družbene vede v Ljubljani je predaval o javnih občilih in radijski komunikaciji. 
Urejal je knjige in pisal uvodnike. Napisal je pesniško zbirko Ostrnice (2001) in več planinskih publikacij (Mount Everest – Sagarmatha, 1979; Zlata naveza, 1985; Zlata naveza: zapisovani pogovori z Mihom Potočnikom, 1985; Gore v ljudeh : kronika razvoja kranjskega planinstva od ustanovitve Kranjske podružnice, 1988 ; Lotosov cvet, 1999) ter scenarijev (Kraljestvo zlatoroga, Ajdna, V hribih se dela dan). Bil je dolgoletni urednik radijskih oddaj Odmevi z gora.
V letih od 1980 do 1985 je bil urednik Planinskega vestnika. Planinska zveza Slovenije mu je v letu 2004 podelila svečano listino PZS za njegovo vsestransko, uspešno planinsko delo, posebej na področju publicistike.